# Celiny (powiat włoszczowski)
Celiny – wieś sołecka w Polsce położona w województwie świętokrzyskim, w powiecie włoszczowskim, w gminie Secemin.
W latach 1975–1998 miejscowość należała administracyjnie do województwa częstochowskiego.

## Historia
Celiny w wieku XIX stanowiły wieś w powiecie włoszczowskim, gminie Secemin, parafii Dzierzgów.
Według spisu miast, wsi, osad Królestwa Polskiego z 1827 roku było tu 6 domów i 35 mieszkańców